# Lantawan
Lantawan é um município de  terceira classe de renda municipal (d) na província Basilan, nas Filipinas. De acordo com o censo de 1 de maio  de  2020 possui uma população de 31 040 pessoas e 5 758 domicílios.